# Glödhakad kolibri
Glödhakad kolibri (Selasphorus ardens) är en fågel i familjen kolibrier.

## Utseende
Glödhakad kolibri är en mycket liten kolibri med en kroppslängd på endast 7 cm. Hanen är bronsgrön ovan med mörka handpennor. Stjärten är svart med rostfärgade kanter. Den har vidare rosaröd strupe, kanelbrun undersida med vitt i ett band över bröstet samt på buken. Den svarta näbben är kort och rak. Honan har beigefärgad strupe med grå fläckar. Stjärten är roströd med gröna centrala stjärtpennor, ett svart tvärband en bit in på stjärten och beigefärgad spets. Ungfågeln liknar honan men har rostfärgade kanter på hjäss- och nackfjädrar.

## Utbredning och status
Fågeln förekommer endast i bergsområden i västra Panama (Chiriquí och Veraguas). IUCN kategoriserar arten som sårbar.